# ديف دونالدسون
ديف دونالدسون (بالإنجليزية: Dave Donaldson)‏ هو لاعب كرة قدم بريطاني، ولد في 12 نوفمبر 1954 في إيزلينغتون ‏ في المملكة المتحدة. لعب مع كامبريدج يونايتد ونادي أرسنال ونادي ميلوول.